# Astragalus cretaceus
Astragalus cretaceus är en ärtväxtart som beskrevs av Pierre Edmond Boissier och Karl Theodor Kotschy. Astragalus cretaceus ingår i släktet vedlar, och familjen ärtväxter. Inga underarter finns listade i Catalogue of Life.